# Komunistická strana Ukrajiny
Komunistická strana Ukrajiny (ukrajinsky Комуністична партія України) byla v letech 1993–2015 ukrajinská komunistická strana. Předsedou strany je Petro Symonenko.

## Charakteristika
Někteří členové KSU hodnotili pozitivně dobu existence SSSR a nadále podporovali předání moci sovětům pracujících. Prakticky se strana orientovala na zachování sociálních jistot a sociálně reformní politiku (podpora malého a středního podnikání, zřeknutí se diktatury proletariátu, distancování se deformace socialismu a porušení demokracie). Strana zaujímala negativní postoj vůči NATO a zahraničním nasazením ukrajinské armády.
Strana vydávala deník Komunist a další lokální tiskoviny.

## Historie

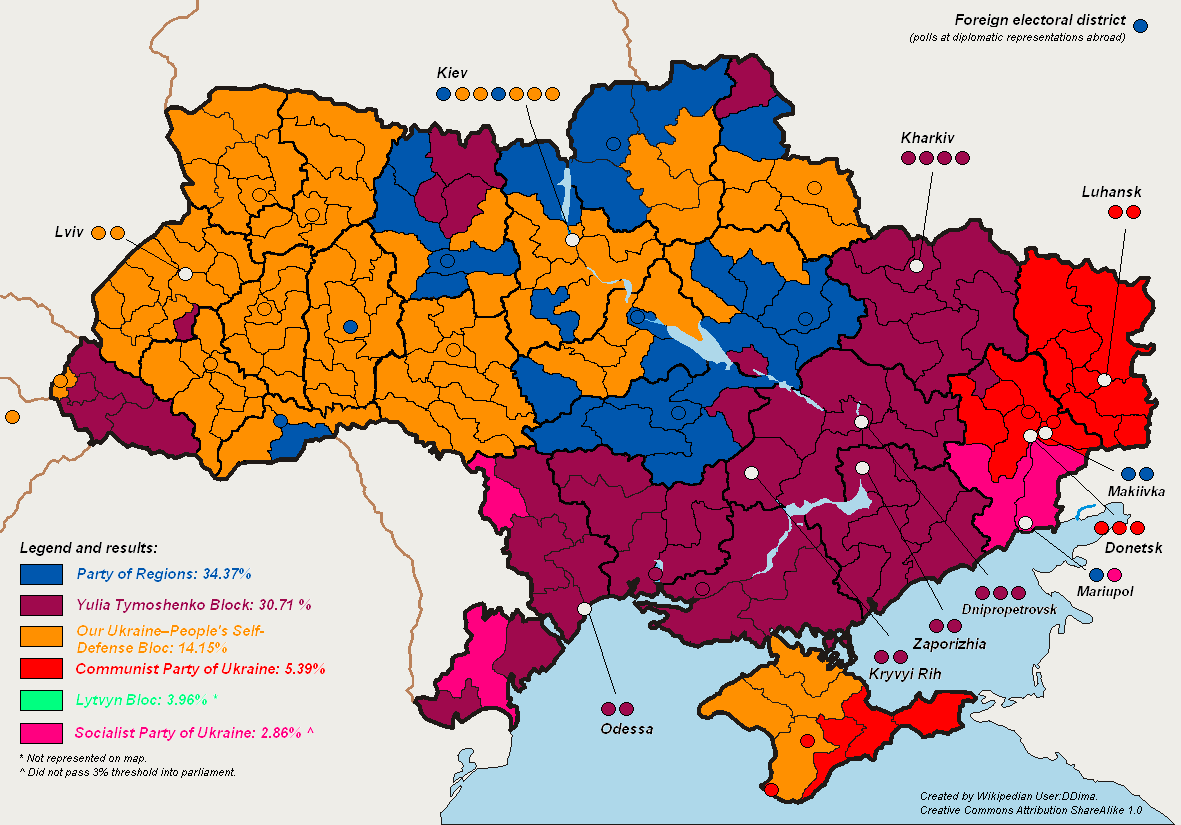
Volby 2007: obsazení druhých příček. KSU = červená

Strana byla založena roku 1993 jako nástupce původní ukrajinské komunistické strany, která byla odnoží Komunistické strany Sovětského svazu. Ta byla zakázaná z důvodu podpory „konzervativců“ při jejich pokusu o převrat v roce 1991.

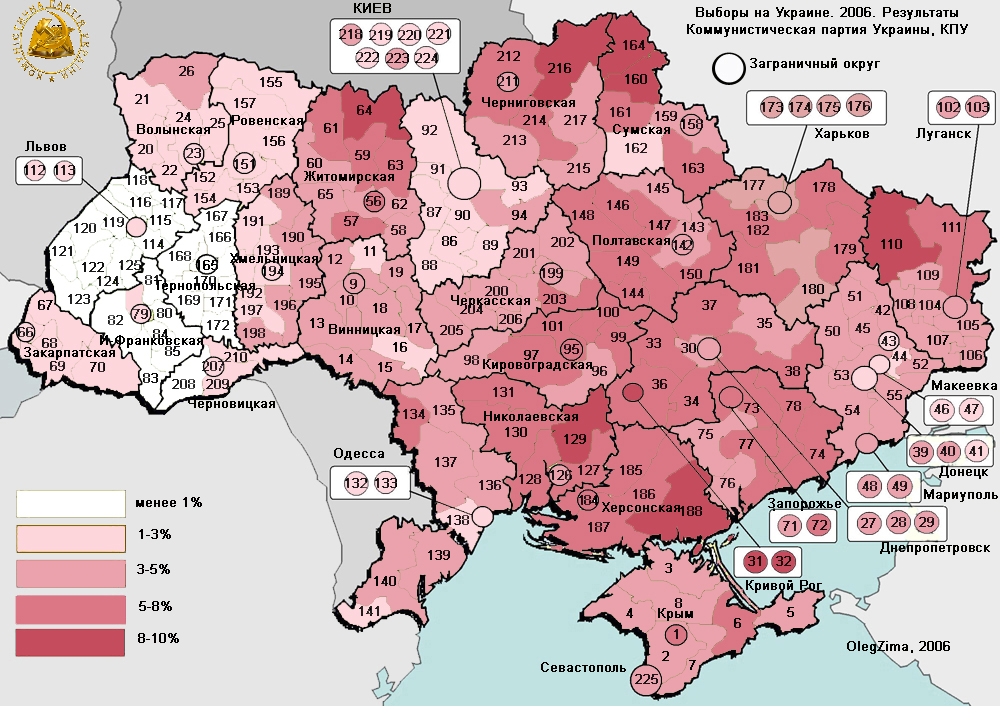
Volby 2006

Do roku 2002 byla nejsilnější politickou stranou, později byla spojencem Strany regionů Viktora Janukovyče. Tyto strany spolu se Socialistickou stranou tvořily vládní koalici po neúspěchu Oranžové revoluce do voleb 2006.
Ve volbách do parlamentu 2006 si KSU výrazně pohoršila oproti volbám 2002, získala 21 mandátů oproti 66. V roce 2007 navýšila počet poslanců na 27.
Během dekomunizace Ukrajiny dne 16. prosince 2015 Oblastní správní soud v Kyjevě rozhodl o zákazu činnosti strany na Ukrajině.

## Volební výsledky

### Parlament
| Volby | %     | Mandáty |
| ----- | ----- | ------- |
| 1998  | 24,7  | 121     |
| 2002  | 19,98 | 66      |
| 2006  | 3,66  | 21      |
| 2007  | 5,39  | 27      |
| 2012  | 13,18 | 32      |